# سعیدرضا کیخا
سعیدرضا کیخا (۹ آذر ۱۳۶۷) ملی‌پوش ژیمناستیک ایرانی و اولین مدال‌آور ایران در مسابقات جام جهانی ژیمناستیک است. او در مسابقات جام جهانی ژیمناستیک در قطر نیز به مقام قهرمانی رسید و طبق آخرین رنکینگ سازمان جهانی ژیمناستیک، در رتبهٔ سوم وسیلهٔ خرک حلقه قرار گرفته‌است.
وی از خردادماه سال ۱۴۰۰ رئیس هیات ژیمناستیک استان فارس شد.

## جوایز و افتخارات
- قهرمانی جام جهانی ژیمناستیک قطر در وسیلهٔ خرک حلقه (۲۰۲۱)[۲]
- مدال نقره جام جهانی استرالیا (2020)
- مدال برنز جام جهانی آذربایجان (2020)
- مدال نقره قهرمانی آسیا (2019)
- مدال برنز مسابقات جهانی آلمان (2018)
- مدال برنز مسابقات قهرمانی آسیا (۲۰۱۷)
- مدال نقره مسابقات ستارگان جهان (2017)
- مدال برنز مسابقات کشورهای اسلامی در باکو (۲۰۱۶)

## حرکات ابداعی
او تا کنون ۶ حرکت ژیمناستیک را ابداع کرده و نخستین ژیمناست در جهان است که ۶ حرکت را ابداع کرده و به نام خودش در فدراسیون جهانی ژیمناستیک به ثبت رسانده‌است. نام کیخا تاکنون ۶ بار در کتاب داوری فدراسیون جهانی ژیمناستیک نیز ثبت شده‌است.